# Цератостигма Уилмотта
Цератости́гма Уи́лмотта (лат. Ceratostigma willmottianum) — вид цветковых растений рода Цератостигма (Ceratostigma) семейства Свинчатковые (Plumbaginaceae).

## Ботаническое описание

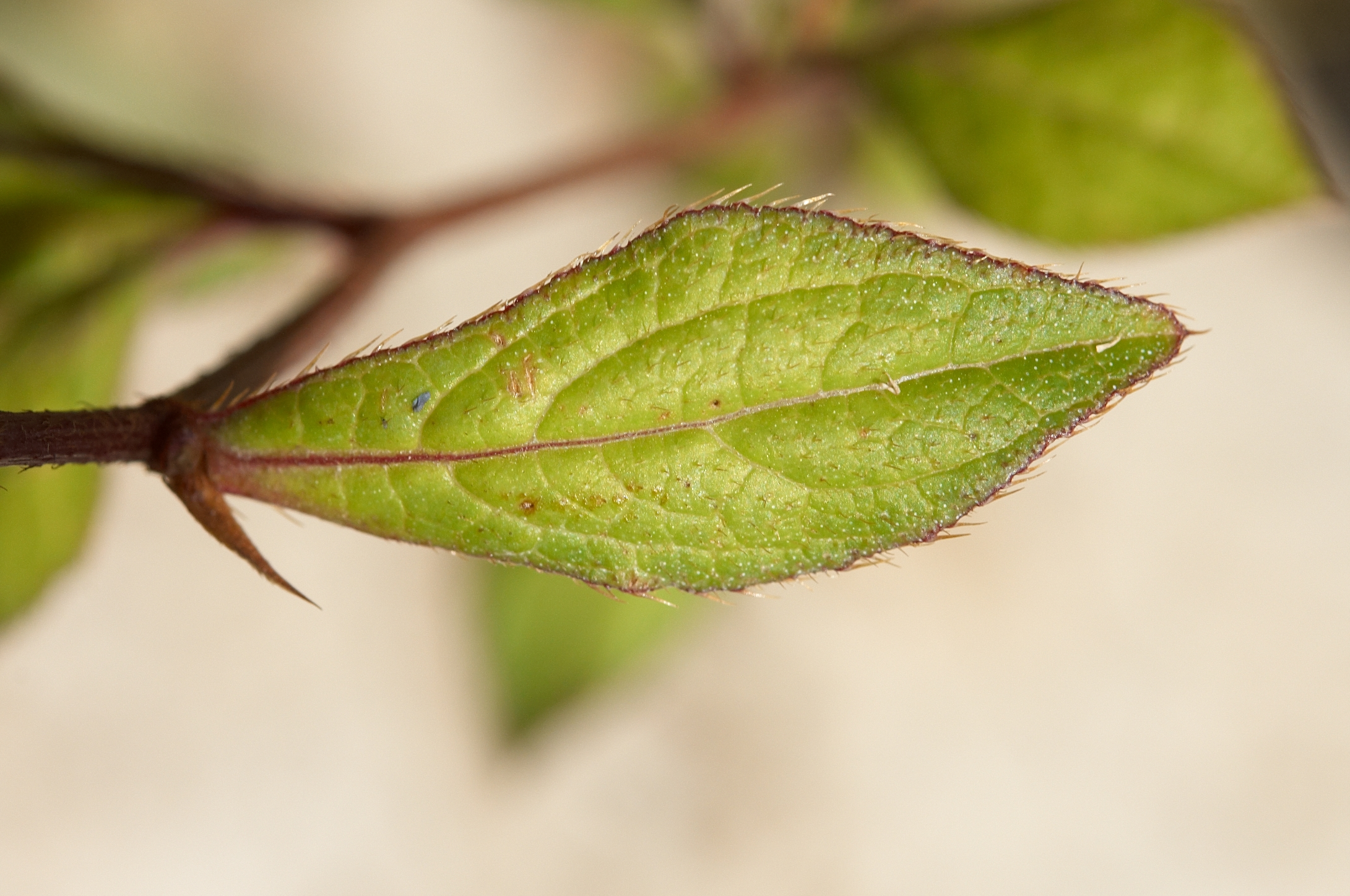
Лист

Небольшой корневищный кустарник высотой до 1 м. Листья мелкие, заострённые, опадают каждый год. Осенью листья краснеют.
В головчатое соцветие собраны 3—7 лепестков. Цветки двуполые. Пять лепестков срастаются у основания. Трубка венчика пурпурная, доли венчика ярко-синего цвета.
Цветение в августе, соцветия на концах побегов.
Плод — коробочка 6 мм шириной с чёрными семенами.

## Распространение и местообитание

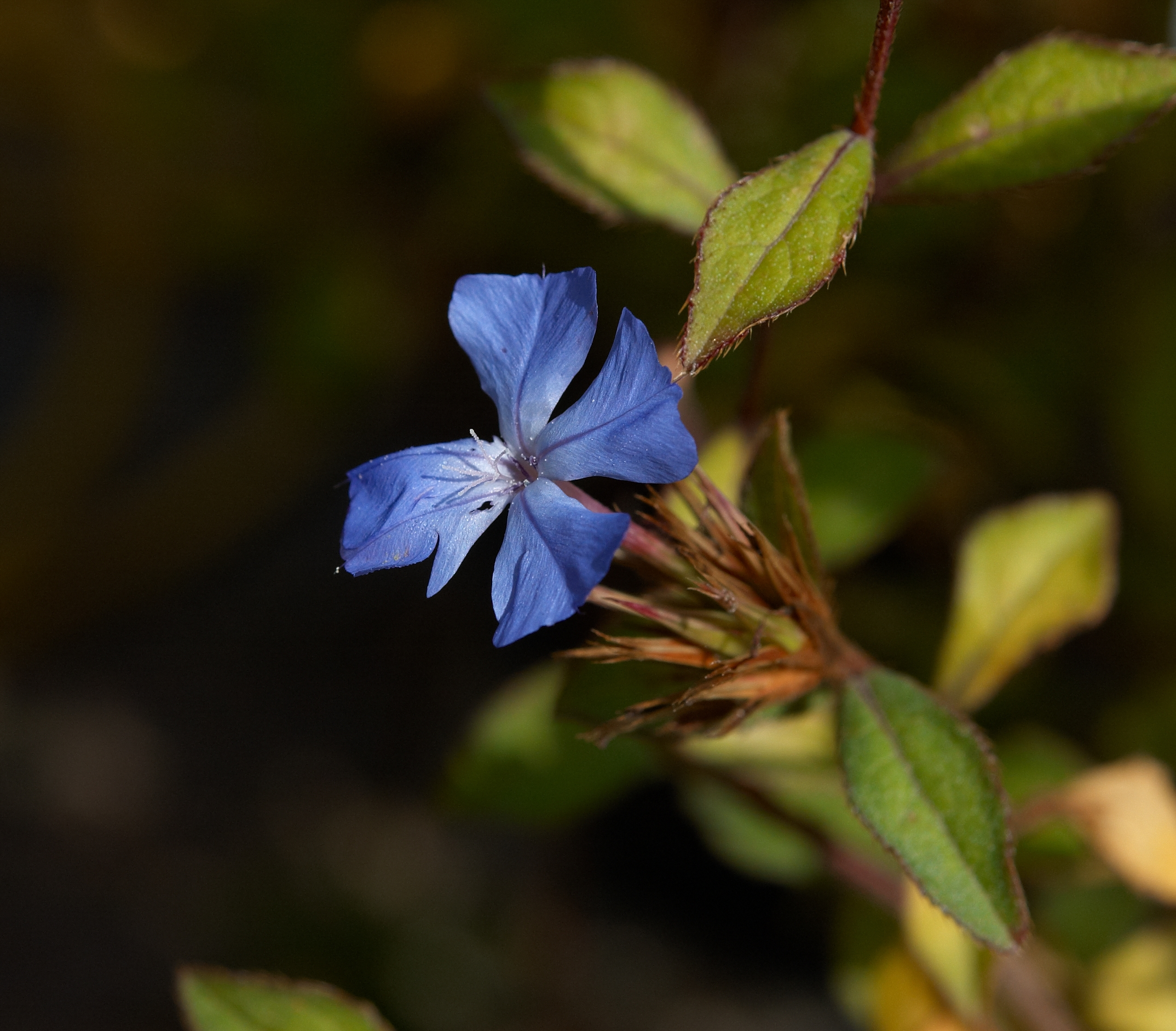
Цветок

Этот вид произрастает в природе в Западном Китае и Тибете (китайские провинции Ганьсу, запад Гуйчжоу, южный и западный Сычуань, восточный и северный Юньнань, юго-восток Тибетского автономного района). Растёт в тёплых долинах на высотах 700—3500 м над уровнем моря.

## Хозяйственное значение и применение
Сейчас этот вид есть и в Европе, где прекрасно чувствует себя в частных садах, где выращивается как декоративное растение. Предпочитает сухую почву, солнечное, тёплое, укромное место на южной стороне.

## Символика
В Тибете цератостигма Уилмотта считается символом мудрости.